# أنغرود
أنغرود (بالفارسية: انگورد) هي مستوطنة تقع في قسم اجارود الغربي الريفي (مقاطعة غرمي) في إيران. يقدر عدد سكانها بـ 43 نسمة .